# Oarța de Jos
Oarța de Jos là một xã thuộc hạt Maramureș, România. Dân số thời điểm năm 2002 là 1411 người.